# Pender, Nebraska
Pender är administrativ huvudort i Thurston County i Nebraska. Orten har fått sitt namn efter politikern och sjökabelpionjären Sir John Pender. Enligt 2020 års folkräkning hade Pender 1 115 invånare.